# Peugeot 204
Peugeot 204 — компактный (в 1960-х – среднеразмерный) переднеприводной легковой автомобиль, выпускавшийся французской компанией Peugeot с 1965 по 1976 год.
Модель Peugeot 204 с дизайном кузова, разработанным ателье Pininfarina, известная как Project D12, была доступна во нескольких типах кузова: 4-дверный седан, 2-дверный кабриолет, 3-дверное купе (купе-хетчбэк), 5-дверный универсал и 3-дверный развозной фургон.
Производство Peugeot 204 было запущено 23 апреля 1965 года на заводе Peugeot в Сошо (департамент Ду (Doubs) на востоке Франции)). Серия Peugeot 204 была самой продаваемой легковой моделью во Франции с 1969 по 1971 год, а её общий объём производства составил 1 млн 604 тысячи 296 ед., что выводит её в число самых массовых для своего времени легковых автомобилей.
Данная модель стала во многом революционной как для самой компании Peugeot, так и для западноевропейского рынка в целом: это был первый переднеприводной легковой автомобиль марки Peugeot (до этого передний привод был только у развозных фургонов Peugeot D3 и Peugeot D4 вагонной компоновки), который оснащался бензиновым верхневальным (OHC) двигателем объёмом 1127 см³ (максимально допустимый рабочий объём для налогового класса 6CV во Франции) поперечного расположения с общим масляным картером мотора и трансмиссии (до этого такая компоновочная схема применялась только на довоенном DKW F1 1931 года, Austin Seven/ Rover Mini 1959 года и Autobianchi Primula, который в сентябре 1975 года (за год до окончания производства) был заменён на более мощный объёмом 1127 см³. Данная модель также стала первым автомобилем Peugeot с дисковыми тормозами и полностью независимой подвеской всех колёс.

### История
В 1968 году именно Peugeot 204 стал первым в мире (!) серийным дизельным переднеприводным легковым автомобилем, когда на него начали устанавливать первый же в мире малолитражный дизельный двигатель Indenor XLD (1255 см³, 40 л.с.), который в 1973-м заменили на более мощный дизель Indenor XL4D (1357 см³, 45 л.с.). Однако данный дизельный двигатель, конвертированный из малолитражного бензинового мотора, на ранних этапах выпуска был весьма проблемным из-за перегрева головки блока цилиндров, растрескивания основного блока цилиндров и прочих многочисленных отказов, что приводило к заменам дизеля на стандартный бензиновый двигатель в сервисной сети Peugeot.
У Peugeot 204 была специфическая система трансмиссии: коробка передач и дифференциал располагались прямо под блоком цилиндров, что было характерно некоторых для ранних переднеприводных конструкций. Кроме того, фронтальное расположение радиатора при поперечном расположении мотора привело к необходимости создания достаточно сложного ремённого привода вентилятора через два шкива (один из которых был приводом генератора переменного тока) от коленчатого вала.